# 박형근
박형근(1915년 1월 9일~?)은 대한민국의 정치인이다. 제5대 국회의원을 지냈다.

## 역대 선거 결과
|  | 33.29% |

|  | 53.85% |

|  | 14.46% |